# جون روبن تومسون
جون روبن تومسون (بالإنجليزية: John Reuben Thompson) هو صحفي وكاتب وشاعر أمريكي، ولد في 23 أكتوبر 1823 في ريتشموند في الولايات المتحدة، وتوفي في 30 أبريل 1873 في نيويورك في الولايات المتحدة.